# Gare de Pacy-sur-Eure
La gare de Pacy-sur-Eure est une gare ferroviaire française de la ligne de Saint-Georges-Motel à Grand-Quevilly, située sur le territoire de la commune de Pacy-sur-Eure dans le département de l'Eure en région Normandie.
Elle est mise en service en 1873 par la Compagnie du chemin de fer d'Orléans à Rouen.
C'est, depuis 1996, une gare uniquement utilisée pour les circulations de trains touristiques du Chemin de fer de la vallée de l'Eure (CFVE).

## Situation ferroviaire
La gare de bifurcation de Pacy-sur-Eure était située au point kilométrique (PK) 40,9 de la ligne de Saint-Georges-Motel à Grand-Quevilly (déclassée), entre les gares d'Hécourt et de Ménilles. Elle était également l'aboutissement de la ligne de Gisors-Boisgeloup à Pacy-sur-Eure (déclassée), après la gare de Douains -Blaru.
Elle est située sur un tronçon déclassé mais remis en service pour des circulations de trains touristiques.

## Histoire
La gare de Pacy-sur-Eure est mise en service le 1er mai 1873 par la Compagnie du chemin de fer d'Orléans à Rouen, lorsqu'elle ouvre la section d'intérêt local de Vernon à Pacy-sur-Eure.

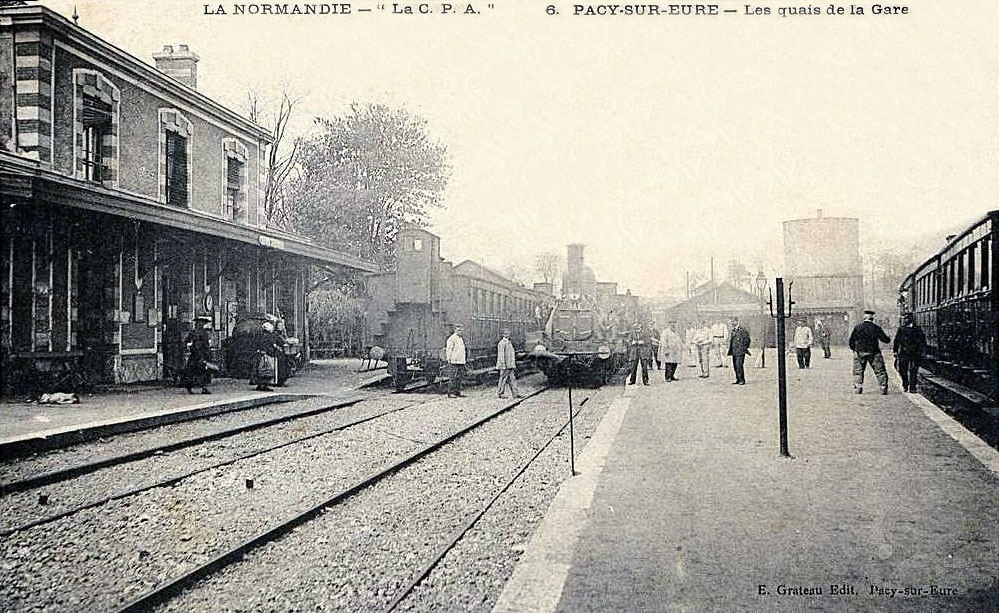
La gare vers 1900.

## Service des voyageurs CFVE

### Accueil
Le bâtiment voyageurs est ouvert du lundi au vendredi de 9 h à 12 h 30 et de 13 h 30 à 17 h.

### Dessertes
La gare est le point de départ du chemin de fer de la vallée de l'Eure.
Des voyages sont organisés sur les deux portions de voie à la belle saison avec affichage des jours et horaires en gare.

## La gare au cinéma
En 1964, au même titre que celle d'Acquigny, elle sert de décor pour des séquences du film Le Train de John Frankenheimer avec, notamment, les acteurs Burt Lancaster, Jeanne Moreau et Michel Simon.